# الشمال والجنوب (مسلسل)
الشمال والجنوب هو مسلسل تم إنتاجه في الولايات المتحدة. بدأ عرضه في سنة 1985. بلغ عدد حلقات الجزء الأول 6 حلقات، والثاني 6 حلقات والثالث: 3 حلقات، وتبلغ مدة الحلقة الواحدة 90 دقيقة. تم بث المسلسل لأول مرة بتاريخ 3 نوفمبر 1985.

## بطولة
- باتريك سويزي
- كريستي آلي
- جان سيمونز
- هال هولبروك

## وصلات خارجية
- الموقع الرسمي
- الشمال والجنوب على موقع روتن توميتوز (الإنجليزية)
- الشمال والجنوب على موقع فيلمافينيتي (الإسبانية)
- الشمال والجنوب على موقع ألو سيني (الفرنسية)
- الشمال والجنوب على موقع قاعدة بيانات الفيلم (الإنجليزية)